# Grallaricula peruviana
Pita-formigueira-peruana ou torom-peruano (Grallaricula peruviana) é uma espécie de ave da família Formicariidae.
Pode ser encontrada nos seguintes países: Equador e Peru.
Os seus habitats naturais são: regiões subtropicais ou tropicais húmidas de alta altitude.
Está ameaçada por perda de habitat.